# TOTVS
Totvs S.A. (sprich: Totus) ist ein brasilianisches Unternehmen mit Sitz in São Paulo, das im Bereich der Informationstechnik tätig ist. Es beschäftigt sich mit der Entwicklung von integrierten Management-Softwarelösungen, Plattformen für Zusammenarbeit und Produktivität sowie auf Beratungsdienste. Das Unternehmen bietet vor allem Enterprise-Resource-Planning (ERP) Anwendungen an. Es hat nach eigenen Angaben in Brasilien und drei weiteren lateinamerikanischen Ländern einen Marktanteil von 46 % und betreut 65.000 Kunden in 12 Wirtschaftszweigen.
Das Unternehmen ist an der brasilianischen Börse BOVESPA notiert.

## Geschichte
1983 gründen Laércio Cosentino und Ernesto Haberkorn Microsiga Software S.A. (heute Totvs S.A.), um Business-Management-Lösungen für kleine und mittlere Unternehmen anzubieten. Im Jahre 1990 wurde für die Produkte ein Franchise-System eingeführt. 1997 begann die internationale Expansion mit der Eröffnung einer Tochtergesellschaft in Argentinien. 1999 stieg der Advent Private Equity Fonds in die Gesellschaft ein. Im gleichen Jahr wurde eine von The Advanced Protheus Language Company (ADVPL) entwickelte Programmiersprache eingeführt. Im Jahr 2003 wurde in Mexiko die Firma Sipros erworben. 2005 änderte die Gesellschaft den Firmennamen in Totvs S.A. Die Firma Logocenter wurde übernommen. Beginn der Aktivitäten von TOTVS Consulting. 2006 erfolgte der Börsengang an der Börse von São Paulo im Segment B3 und anschließend Erwerb der RM Sistemas S.A. 2013 geschah die Einführung einer Cloud-Plattform für Prozess-, Identitäts- und Content-Management, genannt fluig. 2015 Einführung des kommerziellen Abonnementmodells Totvs Intera für kleine, mittlere und große Unternehmen. 2016 wurde eine Minderheitsbeteiligung am russischen Unternehmen National Computer Corporation (NCC) erworben. 2017 war der Start der Plattform für Künstliche Intelligenz (Carol). 2019 wurde eine Kapitalerhöhung durchgeführt durch Ausgabe von 27 Millionen neuen Aktien in Höhe von insgesamt 1,066 Milliarden Reais. 2020 wurden die Totvs-Aktien Teil des IBrX 50-Portfolios. In diesem Zusammenhang wurden die Aktien des Unternehmens in die Middle-Cap-Kategorien der Indizes MSCI Brazil, MSCI Latin America und MSCI Emerging Markets aufgenommen.